# Caltabellotta
Caltabellotta (Cataviḍḍotta in siciliano) è un comune italiano di 3 094 abitanti del libero consorzio comunale di Agrigento in Sicilia.

## Geografia fisica

### Territorio
Dista 63 km da Agrigento, a 19 Km da Sciacca  e 113 da Palermo.

## Storia
Per la sua posizione geografica ed i suoi capisaldi territoriali venne identificata dagli storici Inveges, Boudrand e Ottavio Gaetani con l'antica città sicana di Camico sulle cui rovine sorse la greca Triocala.
Triocala deve il suo nome a tre caratteristiche naturali che la circondano: la rocca che la rendeva inespugnabile, l'abbondanza delle acque e la fertilità delle sue campagne. Il suo massimo splendore fu raggiunto all'epoca di Salvio Trifone che, a capo di servi fuggitivi, installò in questa città la sua corte. Eresse un palazzo regale e regnò fino al 99 a.C., quando il console romano Manlio Aquillio, in una delle guerre servili, la rase al suolo. "Et mox servili vastata Triocala bello" (Silio Italico, 14, 270). Riedificata, subì ancora la sorte della devastazione per mano degli Arabi, che la chiamavano "Rocca delle Querce", in arabo Qalʿat al-Ballūṭ, da cui deriva il nome di Caltabellotta.
Quando in Sicilia giunsero i Normanni, Triocala venne conquistata da Ruggero I d'Altavilla nel 1090. Il sovrano inflisse una dura sconfitta agli Arabi ed a perenne ricordo edificò sul monte un tempio in onore di San Giorgio con doppio ordine di colonnati, di cui oggi non rimane traccia.

### La pace di Caltabellotta
La guerra dei Vespri Siciliani ebbe fine sul monte Castello, altrimenti conosciuto come il "Pizzo di Caltabellotta". Il 31 agosto dell'anno 1302, probabilmente nel castello del Pizzo, si firmò il trattato di pace, per il quale Federico III venne riconosciuto Re di Trinacria, con l'impegno a convolare a nozze con Eleonora d'Angiò, sorella di Roberto Re di Napoli, ponendo termine alla guerra.

### Contea di Caltabellotta
La contea di Caltabellotta nacque nel 1338 quando Federico III di Sicilia la concesse al suo ammiraglio Raimondo Peralta. Fu successivamente dominio dei Luna, dei Moncada, e degli Alvarez de Toledo.

### Simboli
Lo stemma del comune di Caltabellotta è stato riconosciuto con decreto del capo del governo dell'8 marzo 1936.
Il gonfalone adottato dal comune è un drappo di azzurro.

## Monumenti e luoghi d'interesse

### Architetture civili e siti archeologici
- Area archeologica di Gulea San Benedetto è il più importante sito di Caltabellotta con scavi e reperti. L’importante sito indigeno ellenizzato di contrada San Benedetto di Caltabellotta ha restituito numerose tracce che lo connotano come luogo privilegiato per l’insediamento umano già a partire dall’età preistorica. Al di sotto dei resti dell’abitato greco di fine VI- inizi V sec. a.C., infatti, sono state ritrovate tracce consistenti di un villaggio indigeno databile tra l’VIII ed il VII sec. a.C. Indagini recenti, inoltre, hanno messo in luce un tratto di muro cui sono associati materiali appartenenti all’età del Bronzo Recente.
- Castello di Sibilla di Medania in epoca normanna, edificato sul preesistente impianto di fortilizio arabo. Appartenuto alla famiglia Peralta in epoca aragonese, alla famiglia De Luna d'Aragona in epoca spagnola.[5][6]
- Necropoli Sicana
- Grotte di San Cono
- Altare sacrificale del Dio Kronos
- Necropoli di Contrada San Marco

### Architetture religiose

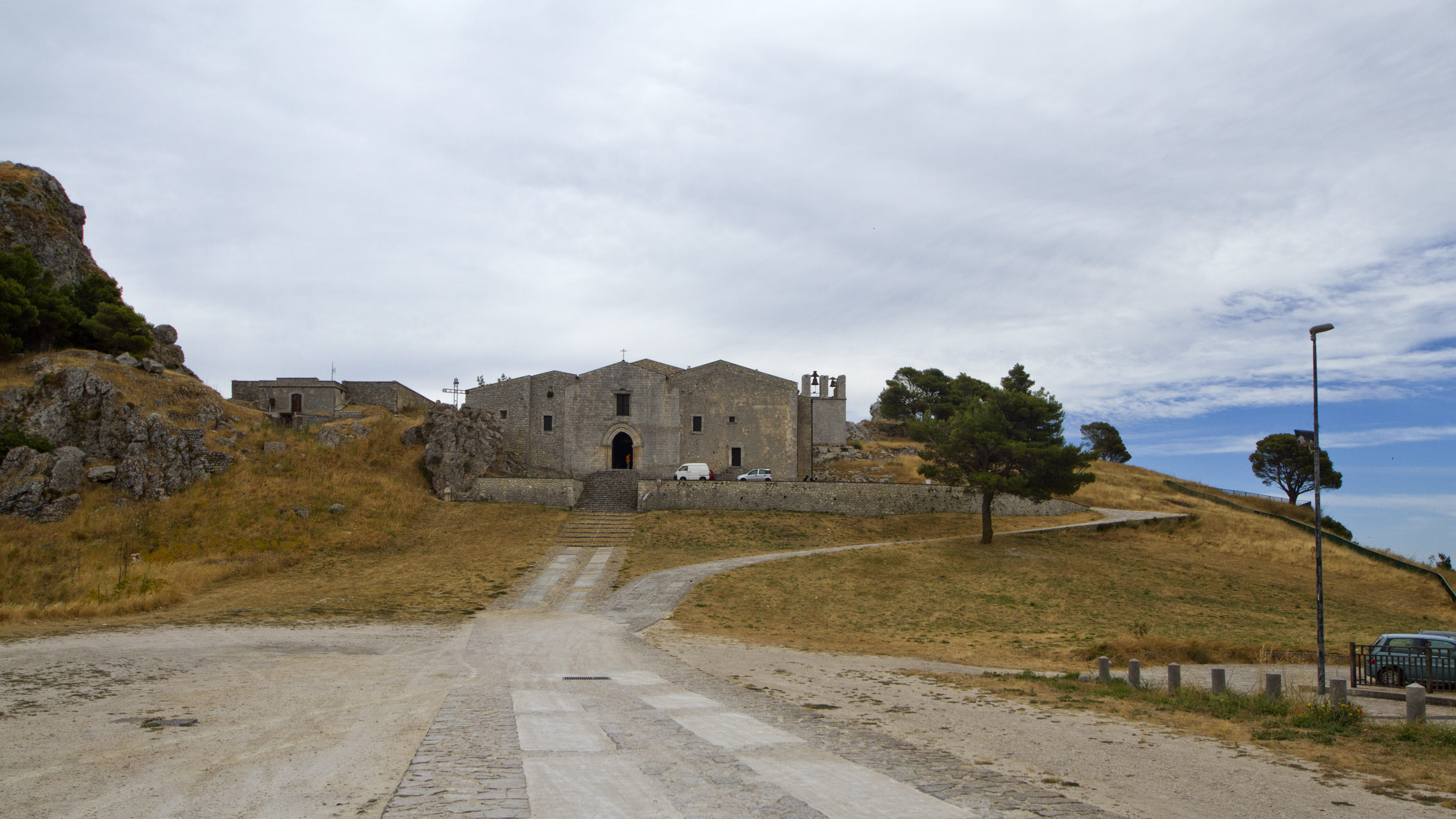
La basilica di Maria Santissima Assunta

Numerose architetture religiose nel corso dei secoli sono sorte a Caltabellotta, ma solo alcune di esse sono ancora consacrate. Tra queste:
- Basilica di Maria Santissima Assunta, realizzata dai Normanni nell'XI secolo, caratterizzata da un portale gotico e all'interno presenta opere dei Gagini e bottega;
- Chiesa di Sant'Agostino, all'interno custodisce una Deposizione in cotto di Antonino Ferraro da Giuliana (1512);
- Chiesa e Monastero di San Pellegrino, primo vescovo di Triocala, edifici di culto realizzati su impianti preesistenti nel 1721, come è visibile sulla facciata della chiesa stessa;
- Chiesa del Carmine, preesistente già al 1575, anno in cui vi si stabilirono i Carmelitani nell'adiacente collegio;
- Chiesa dei Cappuccini, realizzata nel XVII secolo;
- Chiesa della Pietà, piccola chiesa realizzata in parte nella roccia, di epoca bizantina;
- Chiesa dell'Itria, ex Anime Purganti, del XVI secolo;
- Chiesa del Collegio;
- Chiesa di San Salvatore;
- La Badia, monastero dell'Ordine benedettino derivato dalla «Congregazione di Santa Maria di Valverde».La chiesa del Carmine

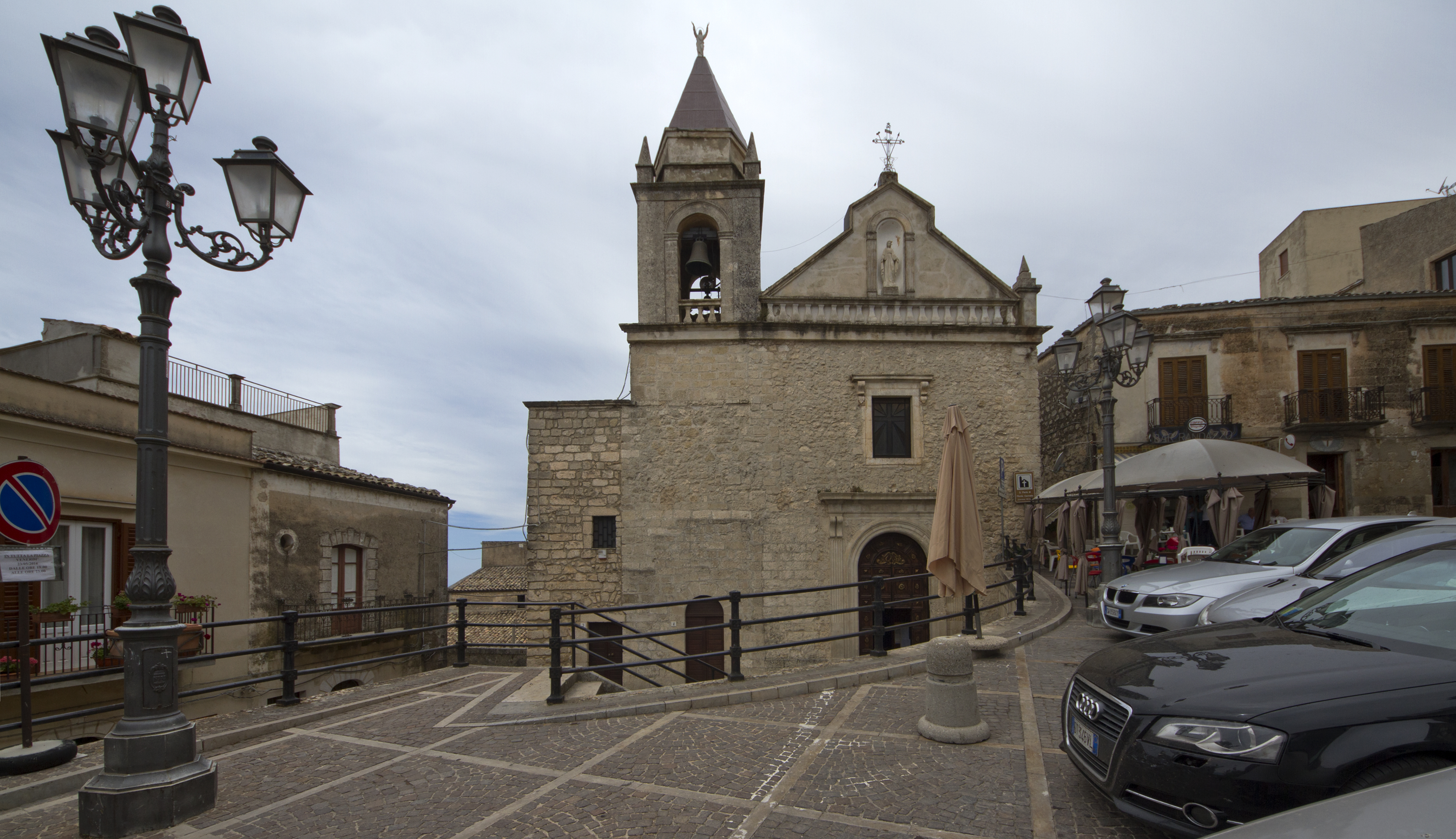
La chiesa del Carmine

Invece, tra le chiese sconsacrate o non più esistenti, perché ridotte a ruderi o riqualificate in altri edifici vi sono:
- Chiesa di San Lorenzo, ricordata per il suo portale gotico e per la cappella impreziosita dagli affreschi di Orazio Ferraro da Giuliana del 1594, oggi adibita ad auditorium;
- Chiesa di San Francesco di Paola, luogo di culto dedicato originariamente da Ruggero il Normanno alla Madonna della Raccomandata, di cui rimane solo la facciata;
- Chiesa di San Benedetto, a tre navate, si trova nella contrada omonima, e ridotta a ruderi;
- Chiesa di San Paolo, nel quartiere omonimo, fu riusata a mulino, oggi dismesso;
- Chiesa di San Niccolò, esistente fino al XIX secolo, ma inglobata nelle abitazioni del quartiere Balate. Si disconosce la vera posizione;
- Chiesa del Rinascimentale o di San Michele, si trovava in piazza Umberto I, di fronte alla chiesa del Carmine. Al suo posto fu costruito il cinema. Oggi vi si trova il comando dei vigili urbani;
- Chiesa di San Sebastiano, distrutta per realizzare un parcheggio.
- Chiesa gesuitica, all'interno della casa gesuitica Martusa.

Nella frazione di Sant'Anna si trovano i seguenti edifici religiosi:
- Chiesa madre di San Pellegrino, dove secondo la tradizione popolare sorgeva il luogo del miracolo del Santo, subito dopo essere sbarcato in Sicilia;
- Chiesa di Montevergine, situata fuori dal centro abitato e antica sede dei padri agostiniani;
- Chiesa di Santa Maria del fervore, del rispettivo collegio, in cui si trova conservato una porzione di mosaico databile tra il V e il VI secolo dopo Cristo.

## Società

### Evoluzione demografica
Abitanti censiti

### Religione
Sin dall'alba del cristianesimo Triocala fu sede vescovile con il protovescovo San Pellegrino, il quale sbarcato a Eraclea Minoa, nella cosiddetta Piccola Cartagine, proveniente da Lucca di Grecia, quando giunse in questa città, sconfisse un mitologico dragone che dimorava in un antro nutrendosi giornalmente di un giovane pasto umano. Il Pellegrino, fece precipitare la bestia in un burrone e prese a dimora quella stessa grotta, fino alla fine del suo passaggio terreno, vivendo in santità.
Con la conquista araba, la sede vescovile fu trasferita a Sciacca ed infine con i normanni ad Agrigento.

## Cultura

### Musei ed eventi
- Museo Civico di Palazzo della Signoria, nell'omonimo palazzo, ospita una mostra permanente di opere dello scultore Salvatore Rizzuti.
- Festival del cinema internazionale
- MigrArti Film Fest[9] Caltabellotta
- PaceFest, festival internazionale della cultura, della legalità e dei diritti con grande partecipazione di pubblico. Si svolge ogni anno durante il mese di agosto ed è diventato uno dei più importanti festival del genere in Sicilia. È stato ideato e diretto dal giornalista Gero Tedesco fin dalla sua prima edizione.

### In letteratura
La città viene menzionata da Boccaccio nel Decameron (giornata X, novella VII).
Nel Parzival di Wolfram von Eschenbach si menziona il castello di Clinschor (Kalot Enbolot) definito come il castello delle meraviglie (Schastel Marveile). Clinschor è uno stregone e negromante nonché un personaggio oscuro.
una solida fortezza,
trovò il duca scherno infame.
Lo sorprese il re: dormiva
tra le braccia di sua moglie.»
(Parzival, XIII, 657, 13-17)

### Leggende

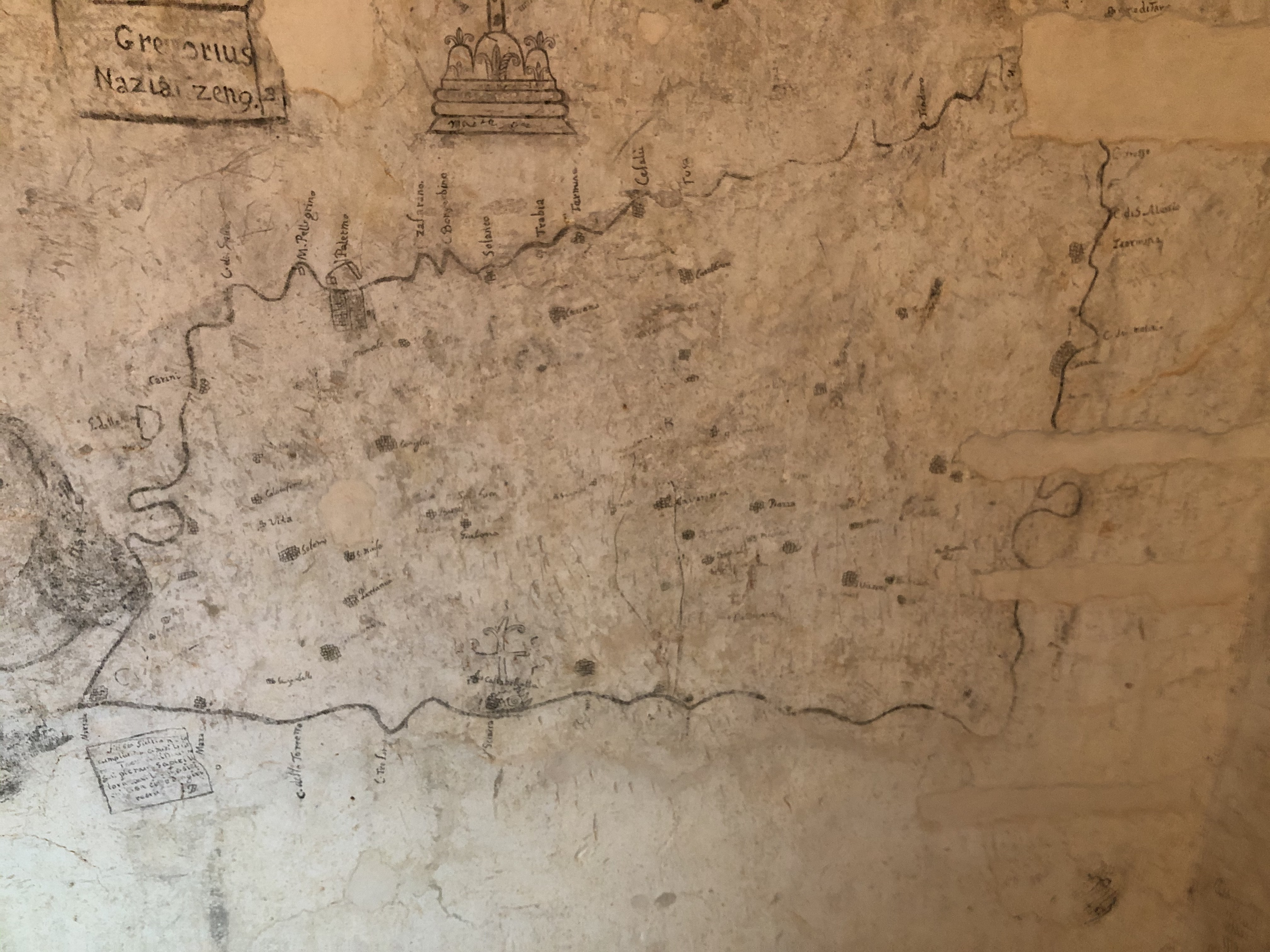
Mappa della Sicilia allo Steri

Secondo la mitologia medievale europea a Caltabellotta si concentrerebbero delle forze luciferiche. A testimonianza di tale convinzione presso una delle stanze dell'ex carcere dell'inquisizione di Palermo si trova una mappa della Sicilia disegnata da uno dei carcerati per negromanzia in cui la città viene evidenziata con una croce. Rudolf Steiner a tal proposito scrisse: «L'ostilità al Graal era concentrata nella fortezza di Iblis a Kalot Enbolot. Ancora oggi occorre molta forza d'animo per chi si accosti a questa zona». Steiner infatti identifica Caltabellotta come una località luciferica opposta a Monsalvato sui Pirenei. Goethe stesso nel suo Viaggio in Italia cita la rocca di Caltabellotta mentre si reca a Girgenti, probabilmente avvistata di lontananza, con buona probabilità perché a conoscenza delle vicende del Parzival.

## Economia

### Agricoltura
L'agricoltura è il settore principale dell'economia, si produce principalmente olio di oliva.
Il territorio di Caltabellotta è compreso nella zona di produzione dell'Arancia di Ribera D.O.P..

## Geografia antropica

### Frazioni
Al 15º censimento generale della popolazione e delle abitazioni dell'ISTAT (2011), il territorio di Caltabellotta risulta così suddiviso:
| Nome          | Tipologia                           | Abitanti | Altitudine | Coordinate                  |
| ------------- | ----------------------------------- | -------- | ---------- | --------------------------- |
| Caltabellotta | centro abitato / capoluogo comunale | 3 267    | 949        | 37°34′32.66″N 13°13′06.99″E |
| Sant'Anna     | centro abitato                      | 584      | 362        | 37°33′35.93″N 13°14′03.84″E |
| -             | Case sparse                         | 56       | -          | -                           |
| totale        | 2 centri abitati                    | 3 907    | 35/952     |                             |

## Amministrazione
Di seguito è presentata una tabella relativa alle amministrazioni che si sono succedute in questo comune.
| Periodo        | Periodo          | Primo cittadino       | Partito                            | Carica  | Note   |
| -------------- | ---------------- | --------------------- | ---------------------------------- | ------- | ------ |
| 27 giugno 1987 | 7 giugno 1990    | Baldassare Randazzo   | Democrazia Cristiana               | Sindaco | [ 14 ] |
| 7 giugno 1990  | 12 maggio 1992   | Baldassare Randazzo   | Democrazia Cristiana               | Sindaco | [ 14 ] |
| 18 giugno 1992 | 10 febbraio 1994 | Pellegrino Leo        | Democrazia Cristiana               | Sindaco | [ 14 ] |
| 28 giugno 1994 | 25 maggio 1998   | Maria Iacono          | Partito Democratico della Sinistra | Sindaco | [ 14 ] |
| 25 maggio 1998 | 27 maggio 2003   | Raimondo Cusumano     | polo buon governo (centro-destra)  | Sindaco | [ 14 ] |
| 14 giugno 2004 | 8 giugno 2009    | Calogero Pumilia      | lista civica di centro-sinistra    | Sindaco | [ 14 ] |
| 9 giugno 2009  | 27 maggio 2014   | Calogero Pumilia      | lista civica di centro-sinistra    | Sindaco | [ 14 ] |
| 27 maggio 2014 | 28 aprile 2019   | Paolo Luciano Segreto | lista civica di centro-destra      | Sindaco | [ 14 ] |
| 28 aprile 2019 | 10 giugno 2024   | Calogero Cattano      | lista civica di centro-sinistra    | Sindaco | [ 14 ] |
| 10 giugno 2024 | in carica        | Biagio Marciante      | lista civica di centro-sinistra    | Sindaco | [ 14 ] |

### Altre informazioni amministrative
Il comune di Caltabellotta fa parte delle seguenti organizzazioni sovracomunali: regione agraria n.2 (Colline del Carboj).

## Infrastrutture e trasporti
Il Comune è interessato dalle seguenti direttrici stradali:

## Galleria d'immagini

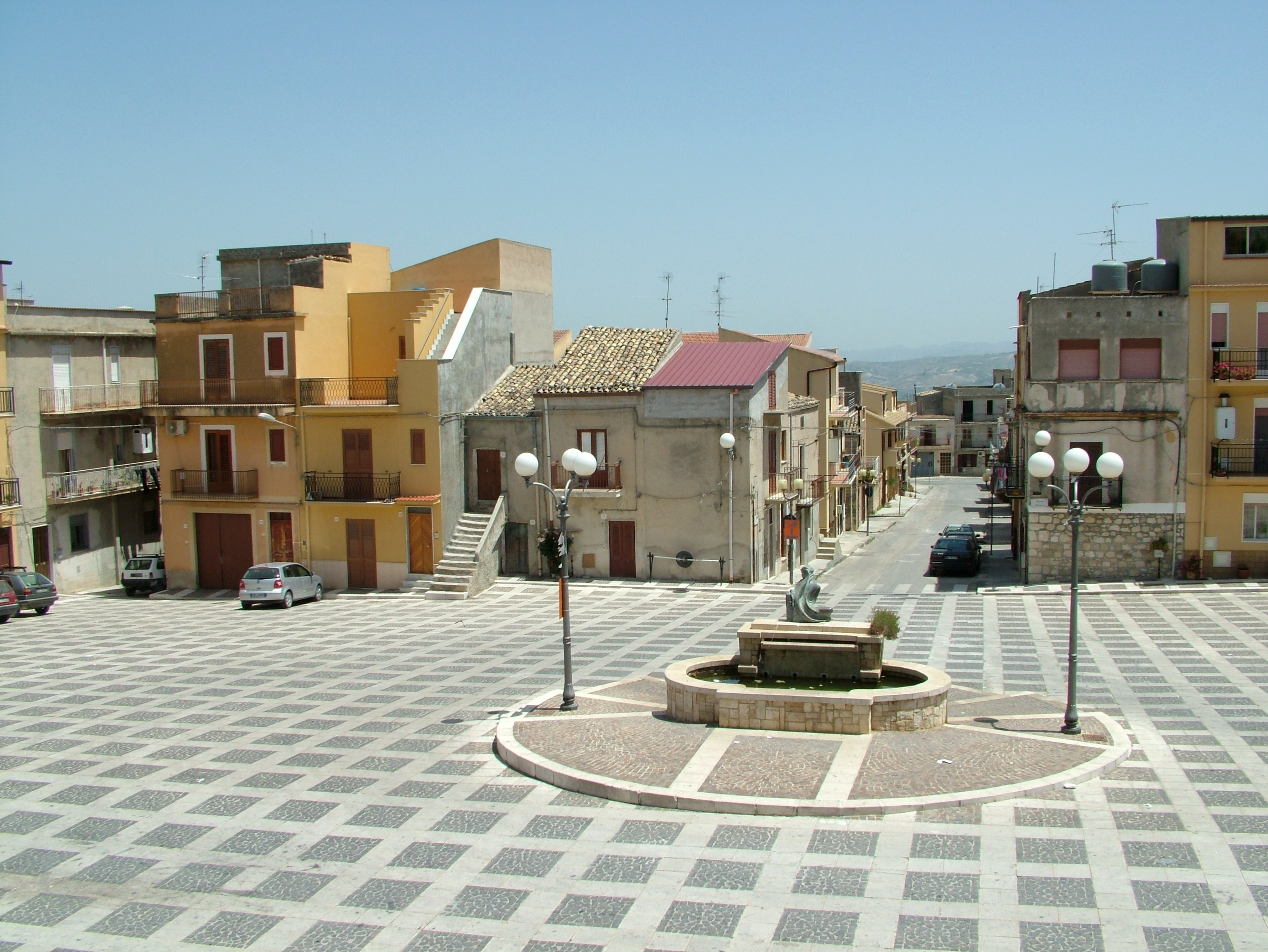
Piazza di Sant'Anna
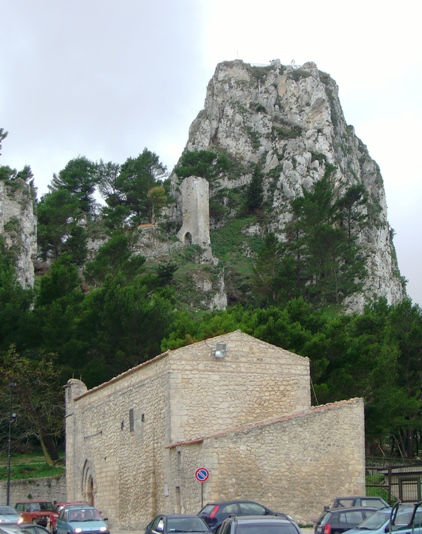
Il Pizzo di Caltabellotta
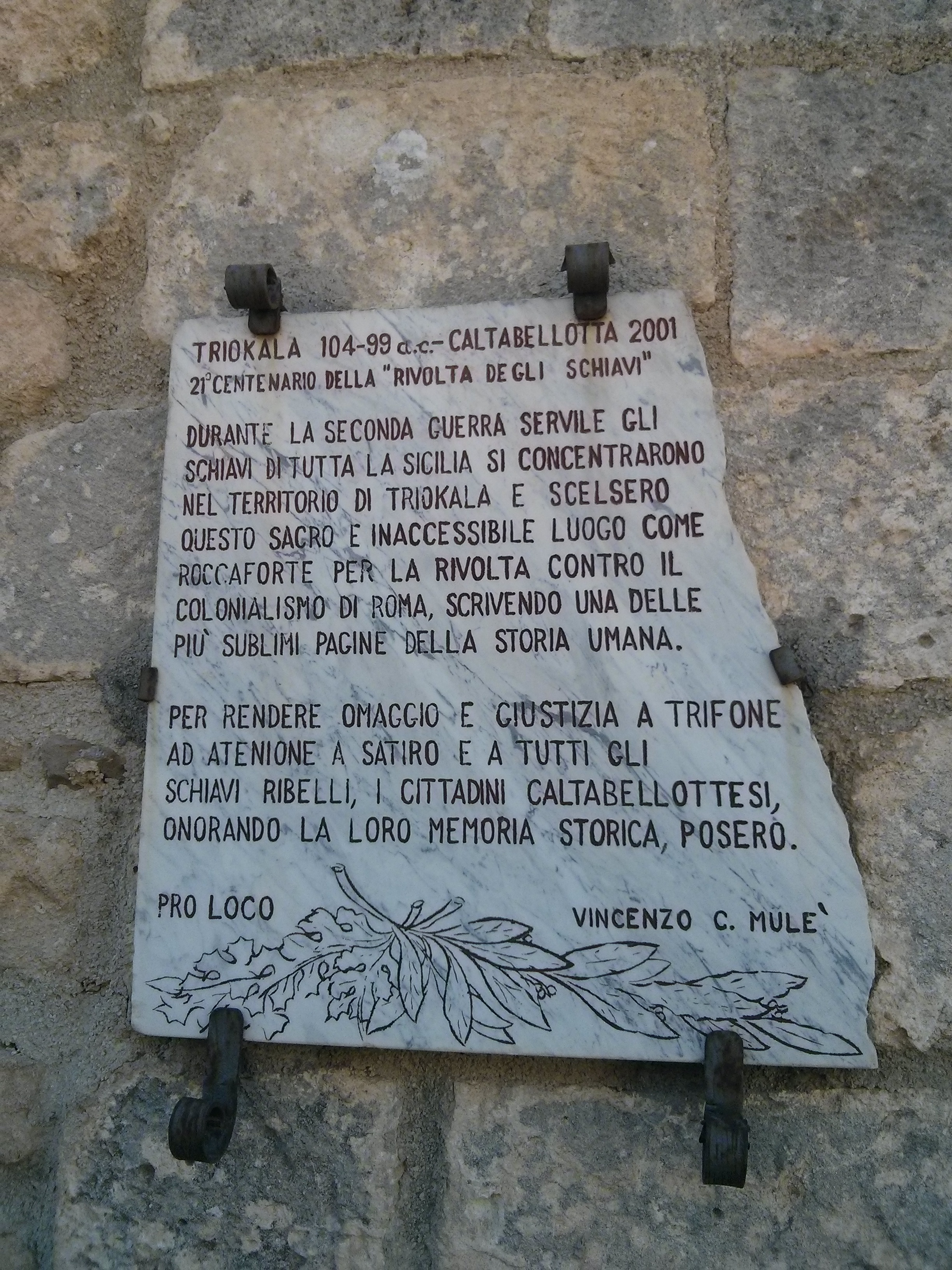
Targa commemorativa per il 21 centenario della rivolta degli schiavi
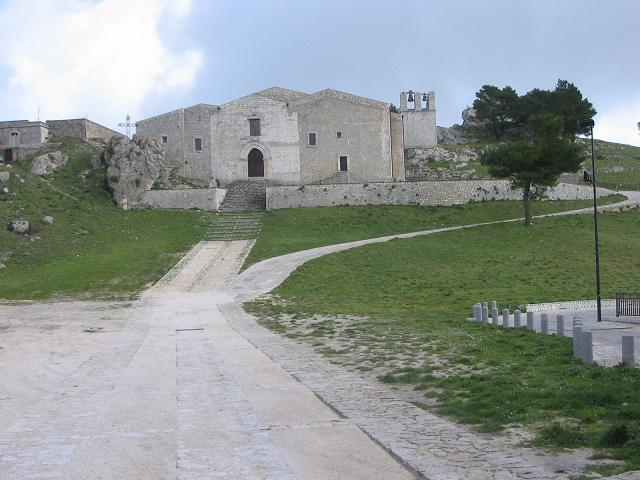
La basilica di Maria Santissima Assunta